# Berny-en-Santerre
Berny-en-Santerre là một xã ở tỉnh Somme, vùng Hauts-de-France, Pháp.

## Địa lý
Thị trấn này tọa lạc tại giao lộ của các đường D146 và đường D150, cách giao lộ đường A1 và A29 khoảng 1 dặm Anh, khoảng 30 dặm Anh về phía đông của Amiens.

## Dân số
| 1962                                                           | 1968 | 1975 | 1982 | 1990 | 1999 |
| -------------------------------------------------------------- | ---- | ---- | ---- | ---- | ---- |
| 172                                                            | 174  | 169  | 146  | 149  | 153  |
| Số liệu điều tra dân số từ năm 1962, dân số không tính hai lần |      |      |      |      |      |

## Nhân vật nổi bật
- Galiot Mandat de Grancey